# MTV Spit (prima edizione)
La prima edizione di MTV Spit è andata in onda sul canale televisivo MTV dal 9 marzo al 4 maggio 2012 ogni venerdì in prima serata.

## Giudici
La prima edizione ha avuto tre giudici:
- J-Ax
- Mastafive
- Niccolò Agliardi

In ogni puntata si aggiungeva ai tre giudici un giudice speciale.

## Partecipanti
I 12 rapper che si sono sfidati nella prima edizione sono:
- Clementino
- Dank
- Dari MC
- Ensi
- Fred De Palma (chiamato al posto di Josa Gun)
- Kenzie Kenzei
- Kiave
- Loop Loona
- Moreno
- Nitro
- Noema
- Rancore

## Regolamento
Nelle prime tre puntate partecipano quattro rapper e si disputano tre battle, in ognuna si sfidano due rapper. Le prime due hanno un tema di attualità al quale i due sfidanti devono cercare di attenersi il più possibile, mentre la terza è a tema libero. Inoltre le prime due sfide hanno una durata di tre round così suddivisi: i primi due da un minuto per ciascun rapper, il terzo da due minuti in cui i rapper si alternano in quattro battute a testa (nel gala invece il terzo round era di un solo minuto, e tutte le sfide avevano questa stessa durata, tranne la finale, nella quale si è disputato un quarto round da un minuto per quattro battute a testa). I vincenti delle prime due battaglie passano il turno, i perdenti invece se la dovranno vedere nello spareggio, della durata di due round da due minuti per quattro battute a testa; chi vince passa, chi perde viene definitivamente eliminato. Alla fine di ogni sfida i giudici daranno la loro preferenza e, nel caso in cui il giudizio sia pari, sarà il pubblico a decretare il vincitore.
Dalla quarta alla sesta puntata partecipano tre rapper per volta, e tutte e tre le sfide sono a tema e mantengono la stessa durata, ovvero due round da un minuto a testa, e il terzo da due minuti di scambio di battute. Ogni partecipante sfida gli altri due. I due rapper che vincono il maggior numero di sfide passano il turno, l'ultimo viene eliminato.
Nella settima e ottava puntata si disputano le semifinali, per ognuna delle due partecipa un rapper ripescato dagli eliminati. Il sistema di selezione torna quello delle prime tre puntate, e solo le prime due battle a tema saranno decisive in quanto i vincitori passano in finale, mentre i perdenti vengono eliminati. Nell'ultima battle a tema libero, alla quale partecipano i rapper vincitori, viene simulata la battle finale, ovvero due round da due minuti per quattro battute a testa. A fine battle, i giudici esprimeranno il loro parere decretando il vincitore, ma il risultato non avrà alcuna valenza ai fini del contest.
Nell'ultima puntata il sistema di selezione è identico a quello delle due precedenti, nelle prime due battle si sfidano i quattro vincitori delle semifinali, mentre la terza e ultima battle del contest decreta il vincitore assoluto. Al termine delle nove puntate il vincitore finale, oltre al titolo di campione, si aggiudica un premio in denaro di € 5000.

## Tabella eliminazioni
Legenda
- Il rapper vince la Battle
- Il rapper perde la Battle e va al ballottaggio
- Il rapper perde la Battle e viene eliminato
- Battle finita in parità
- Vincitore deciso dal pubblico

- Rapper eliminato
- Rapper finalista
- Rapper vincitore

| Puntata | 1    | 1    | 1    | 2    | 2    | 2    | 3    | 3    | 3    | 4                     | 4                     | 4                     | 5                     | 5                     | 5                     | 6                     | 6                     | 6                     | 7                     | 7                     | 7                     | 8                     | 8                     | 8                     | 9                     | 9                     | 9                     | Classifica |
| Battle | 1    | 2    | 3    | 1    | 2    | 3    | 1    | 2    | 3    | 1                     | 2                     | 3                     | 1                     | 2                     | 3                     | 1                     | 2                     | 3                     | 1                     | 2                     | 3                     | 1                     | 2                     | 3                     | 1                     | 2                     | 3                     | Classifica |
| Ensi | N.D. | N.D. | N.D. | 3    | N.D. | N.D. | N.D. | N.D. | N.D. | N.D.                  | N.D.                  | N.D.                  | N.D.                  | N.D.                  | N.D.                  |                       | N.D.                  | 4                     | N.D.                  | N.D.                  | N.D.                  | 4                     | N.D.                  | 2                     | 3                     | N.D.                  | 4                     | Vincitore  |
| Nitro | N.D. | N.D. | N.D. | N.D. | N.D. | N.D. | N.D. | 4    | N.D. | N.D.                  | N.D.                  | N.D.                  | 1                     | N.D.                  | 4                     | N.D.                  | N.D.                  | N.D.                  |                       | N.D.                  | 3                     | N.D.                  | N.D.                  | N.D.                  | N.D.                  | 3                     | 0                     | Secondo    |
| Kiave | N.D. | 3    | N.D. | N.D. | N.D. | N.D. | N.D. | N.D. | N.D. | N.D.                  | N.D.                  | N.D.                  | N.D.                  | N.D.                  | N.D.                  |                       | 3                     | N.D.                  | N.D.                  | N.D.                  | N.D.                  | N.D.                  |                       | 2                     | N.D.                  | 1                     |                       | Terzo      |
| Fred De Palma                                                                                               | N.D. | 1    | 1    | N.D. | N.D. | N.D. | N.D. | N.D. | N.D. | N.D.                  | N.D.                  | N.D.                  | N.D.                  | N.D.                  | N.D.                  | N.D.                  | N.D.                  | N.D.                  | N.D.                  |                       | 1                     | N.D.                  | N.D.                  | N.D.                  | 1                     |                       |                       | Terzo      |
| Loona | N.D. | N.D. | N.D. | 1    | N.D. | 1    | N.D. | N.D. | N.D. | N.D.                  | N.D.                  | N.D.                  | N.D.                  | N.D.                  | N.D.                  | N.D.                  | N.D.                  | N.D.                  | N.D.                  | N.D.                  | N.D.                  | N.D.                  |                       | Eliminata (8 puntata) | Eliminata (8 puntata) | Eliminata (8 puntata) | Eliminata (8 puntata) | 5          |
| Rancore | 1    | N.D. | 3    | N.D. | N.D. | N.D. | N.D. | N.D. | N.D. | 1                     | N.D.                  | 3                     | N.D.                  | N.D.                  | N.D.                  | N.D.                  | N.D.                  | N.D.                  | N.D.                  | N.D.                  | N.D.                  | 0                     | Eliminato (8 puntata) | Eliminato (8 puntata) | Eliminato (8 puntata) | Eliminato (8 puntata) | Eliminato (8 puntata) | 6          |
| Moreno | N.D. | N.D. | N.D. | N.D. | N.D. | N.D. | N.D. | 0    | 4    | 3                     | 3                     | N.D.                  | N.D.                  | N.D.                  | N.D.                  | N.D.                  | N.D.                  | N.D.                  | N.D.                  |                       | Eliminato (7 puntata) | Eliminato (7 puntata) | Eliminato (7 puntata) | Eliminato (7 puntata) | Eliminato (7 puntata) | Eliminato (7 puntata) | Eliminato (7 puntata) | 7          |
| Clementino                                                                                                  | N.D. | N.D. | N.D. | N.D. | N.D. | N.D. | 3    | N.D. | N.D. | N.D.                  | N.D.                  | N.D.                  | 3                     | 3                     | N.D.                  | N.D.                  | N.D.                  | N.D.                  |                       | Eliminato (7 puntata) | Eliminato (7 puntata) | Eliminato (7 puntata) | Eliminato (7 puntata) | Eliminato (7 puntata) | Eliminato (7 puntata) | Eliminato (7 puntata) | Eliminato (7 puntata) | 8          |
| Dank | N.D. | N.D. | N.D. | N.D. | 1    | 3    | N.D. | N.D. | N.D. | N.D.                  | N.D.                  | N.D.                  | N.D.                  | N.D.                  | N.D.                  | N.D.                  | 1                     | 0                     | Eliminato (6 puntata) | Eliminato (6 puntata) | Eliminato (6 puntata) | Eliminato (6 puntata) | Eliminato (6 puntata) | Eliminato (6 puntata) | Eliminato (6 puntata) | Eliminato (6 puntata) | Eliminato (6 puntata) | 9          |
| Noema | 3    | N.D. | N.D. | N.D. | N.D. | N.D. | N.D. | N.D. | N.D. | N.D.                  | N.D.                  | N.D.                  | N.D.                  | 1                     | 0                     | Eliminato (5 puntata) | Eliminato (5 puntata) | Eliminato (5 puntata) | Eliminato (5 puntata) | Eliminato (5 puntata) | Eliminato (5 puntata) | Eliminato (5 puntata) | Eliminato (5 puntata) | Eliminato (5 puntata) | Eliminato (5 puntata) | Eliminato (5 puntata) | Eliminato (5 puntata) | 10         |
| Kenzie | N.D. | N.D. | N.D. | N.D. | 3    | N.D. | N.D. | N.D. | N.D. | N.D.                  | 1                     | 1                     | Eliminato (4 puntata) | Eliminato (4 puntata) | Eliminato (4 puntata) | Eliminato (4 puntata) | Eliminato (4 puntata) | Eliminato (4 puntata) | Eliminato (4 puntata) | Eliminato (4 puntata) | Eliminato (4 puntata) | Eliminato (4 puntata) | Eliminato (4 puntata) | Eliminato (4 puntata) | Eliminato (4 puntata) | Eliminato (4 puntata) | Eliminato (4 puntata) | 11         |
| Dari | N.D. | N.D. | N.D. | N.D. | N.D. | N.D. | 1    | N.D. | 0    | Eliminato (3 puntata) | Eliminato (3 puntata) | Eliminato (3 puntata) | Eliminato (3 puntata) | Eliminato (3 puntata) | Eliminato (3 puntata) | Eliminato (3 puntata) | Eliminato (3 puntata) | Eliminato (3 puntata) | Eliminato (3 puntata) | Eliminato (3 puntata) | Eliminato (3 puntata) | Eliminato (3 puntata) | Eliminato (3 puntata) | Eliminato (3 puntata) | Eliminato (3 puntata) | Eliminato (3 puntata) | Eliminato (3 puntata) | 12         |
| --- | ---- | ---- | ---- | ---- | ---- | ---- | ---- | ---- | ---- | --------------------- | --------------------- | --------------------- | --------------------- | --------------------- | --------------------- | --------------------- | --------------------- | --------------------- | --------------------- | --------------------- | --------------------- | --------------------- | --------------------- | --------------------- | --------------------- | --------------------- | --------------------- | ---------- |
| N/A ((EN) not available (IT) non disponibile) indica che il concorrente non si è esibito durante la Battle. |      |      |      |      |      |      |      |      |      |                       |                       |                       |                       |                       |                       |                       |                       |                       |                       |                       |                       |                       |                       |                       |                       |                       |                       |            |

## Puntate

### Prima puntata (prima tv: 9 marzo 2012)
- Giudice speciale: Morgan
- Partecipanti: Rancore, Noema, Kiave, Fred De Palma

La prima sfida è stata tra Rancore e Noema, il tema era l'immigrazione ai giorni nostri. La vittoria è andata a Noema per 3 voti a 1. Nella seconda battle si sono affrontati Kiave e Fred De Palma sul tema della chirurgia estetica. Vince Kiave 3 voti a 1. Lo spareggio ha visto Rancore battere Fred De Palma in freestyle libero 3 voti a 1 riuscendo a passare il turno.
- Eliminato: Fred De Palma

### Seconda puntata (prima tv: 16 marzo 2012)
- Giudice speciale: Jake La Furia
- Partecipanti: Ensi, Loop Loona, Kenzie, Dank

La prima sfida ha visto affrontarsi Ensi e Loop Loona, unica donna in gara, sull'argomento delle donne. Ensi passa il turno per 3 voti a 1. Nella seconda battle a sfidarsi sul tema della cocaina sono saliti Kenzie e Dank. Ha vinto il primo per 3 voti a 1. Lo spareggio ha visto Dank battere Loop Loona in freestyle libero sempre per 3 voti a 1.
- Eliminata: Loop Loona

### Terza puntata (prima tv: 23 marzo 2012)
- Giudice speciale: Francesco Sarcina
- Partecipanti: Clementino, Dari MC, Moreno, Nitro

La prima sfida, tra Clementino e Dari MC, ha avuto come argomento i nuovi poveri. Clementino vince 3 voti a 1. Nella seconda battle si sono sfidati Moreno e Nitro sull'argomento del bullismo. La vittoria è andata a Nitro per 4 voti a 0. Nello spareggio in freestyle libero Moreno ha battuto Dari MC per 4 voti a 0.
- Eliminato: Dari MC

### Quarta puntata (prima tv: 30 marzo 2012)
- Giudice speciale: Marco Materazzi
- Live performance di: Emis Killa
- Partecipanti: Moreno, Rancore, Kenzie

Nella prima sfida, sul tema della guerra ai graffiti, si sono sfidati Moreno e Rancore, col primo che batte il secondo 3 voti a 1. La seconda battle ha visto affrontarsi ancora Moreno, stavolta contro Kenzie, sul tema delle stragi dei giovani del sabato sera. Anche in questo caso Moreno vince per 3 voti a 1 e passa il turno. Nella terza e ultima sfida, il cui argomento è stato la prostituzione minorile, sono saliti sul ring Kenzie e Rancore, con quest'ultimo che vince sempre per 3 voti a 1 e prosegue il suo cammino nella competizione.
- Eliminato: Kenzie

### Quinta puntata (prima tv: 6 aprile 2012)
- Giudice speciale: Clemente Russo
- Partecipanti: Clementino, Nitro, Noema

La prima battle ha visto scontrarsi Clementino e Nitro, sul tema delle morti sul lavoro. Clementino vince per 3 voti a 1. Nella seconda sfida, con argomento l'abbandono scolastico, Clementino vince con lo stesso risultato, ma contro Noema. La terza e ultima battaglia, tra Nitro e Noema, ha avuto come tema il binge drinking: Nitro vince per 4 voti a 0 e passa il turno.
- Eliminato: Noema

### Sesta puntata (prima tv: 13 aprile 2012)
- Giudice speciale: Omar Pedrini
- Live performance di: Entics
- Partecipanti: Kiave, Ensi, Dank

La prima sfida ha avuto come tema l'omofobia, e ha visto uno contro l'altro Kiave ed Ensi, col secondo che vince grazie al giudizio del pubblico, chiamato ad esprimersi per la prima volta dato che il risultato dei giudici era di 2 voti a testa. Nella seconda battle, sul tema dei social network, si sono sfidati Kiave e Dank, in questo caso vince Kiave per 3 voti a 1. Infine nell'ultima sfida, con argomento lo stalking, Ensi batte Dank all'unanimità.
- Eliminato: Dank

### Settima puntata (prima tv: 20 aprile 2012)
- Giudice speciale: Morgan
- Live performance di: Morgan
- Partecipanti: Clementino, Nitro, Moreno, Fred De Palma (ripescato)

In questa fase la regola dell'eliminazione cambia e dopo una sola sconfitta si deve già lasciare il torneo, mentre chi vince accede direttamente alla finale. Nella prima battle Clementino e Nitro si sono sfidati sul tema del gioco d'azzardo, quest'ultimo ha prevalso solo dopo il parere del pubblico mediante l'applausometro. La seconda sfida ha visto come protagonisti Moreno e il ripescato Fred De Palma, l'argomento è la pornografia. Anche in questo caso Fred De Palma si aggiudica l'incontro solo per decisione del pubblico. Alla fine i due vincitori (Nitro e Fred De Palma) si sono affrontati in una simulazione della finale a tema libero. In questa battle, a puro scopo di divertimento, la giuria assegna la vittoria a Nitro per 3 voti a 1.
- Eliminati: Clementino, Moreno

### Ottava puntata (prima tv: 27 aprile 2012)
- Giudice speciale: Max Pezzali
- Partecipanti: Rancore, Ensi, Kiave, Loop Loona (ripescata)

La prima sfida, sul tema del razzismo, ha visto di fronte Rancore ed Ensi, col secondo che vince nettamente per 4 voti a 0 e accede alla finale. Nella seconda battle si affrontano Kiave e la ripescata Loop Loona; l'argomento è la pirateria musicale. In questo caso a decretare il vincitore è il pubblico, e la vittoria va a Kiave, che si aggiudica così l'ultimo posto per la finale. L'ultima sfida a tema libero tra Ensi e Kiave, senza alcuna pressione e non determinante ai fini della gara, finisce in parità.
- Eliminati: Rancore, Loop Loona

### Nona puntata (prima tv: 4 maggio 2012)
- Giudice speciale: Filippo Timi
- Live performance di: Marracash
- Partecipanti: Ensi, Fred De Palma, Kiave, Nitro

L'ultima puntata di Spit si apre con la prima semifinale, sul tema dei privilegi dei politici, tra Ensi e Fred De Palma. Vince il primo per 3 voti a 1. Nella seconda semifinale si sfidano Kiave e Nitro, l'argomento è il destino tragico che ha accomunato molti cantanti famosi: vince Nitro per 3 voti a 1. Quindi la finalissima a tema libero è tra Ensi e Nitro, col primo che viene decretato all'unanimità il vincitore della prima edizione di Spit, e che si porta a casa il premio finale di € 5000 in gettoni d'oro.
- Vincitore: Ensi